# 冷凍焼け

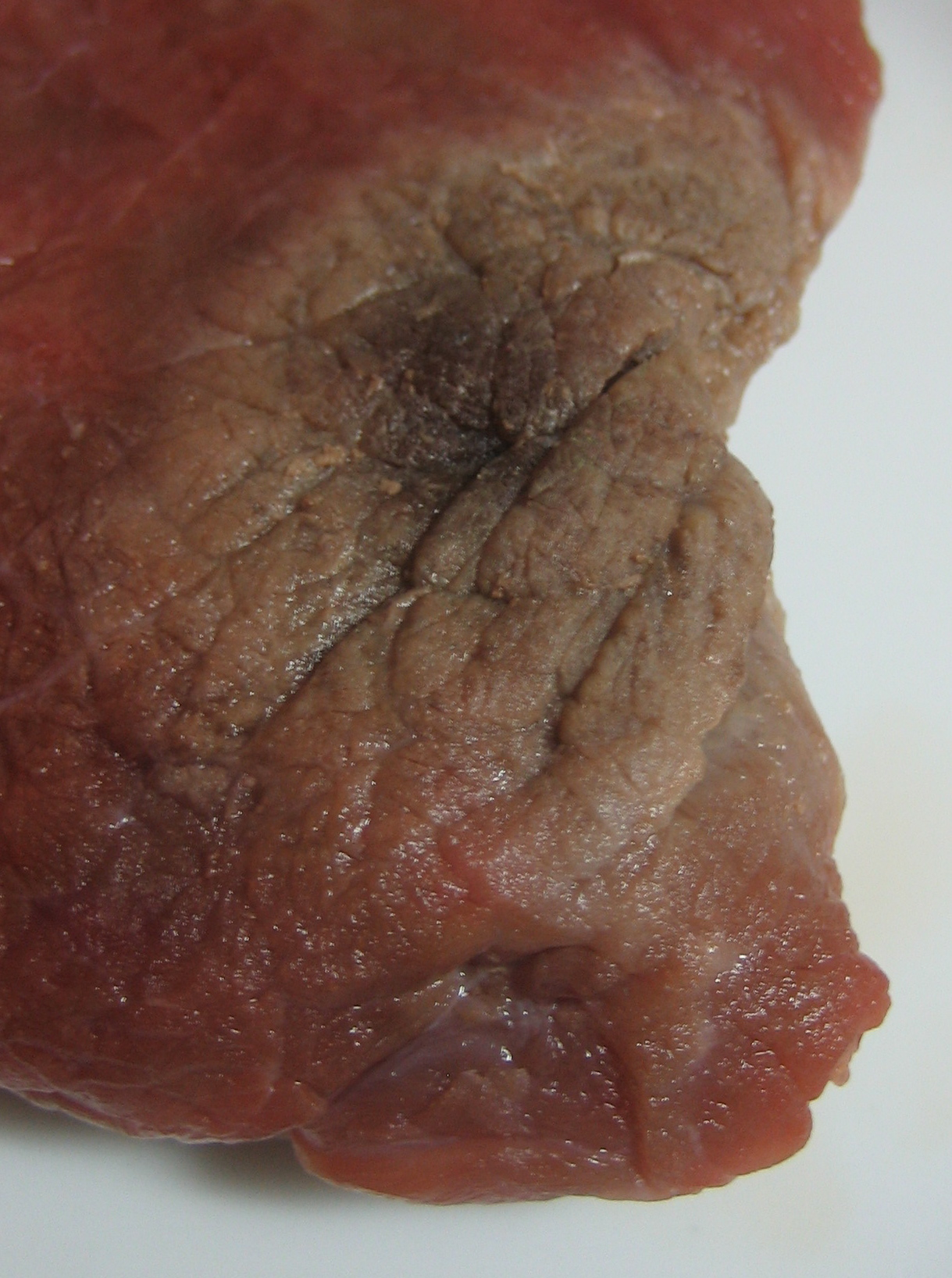
冷凍焼けした牛肉

冷凍焼け（れいとうやけ、Freezer burn）は、冷凍保存している食材が乾燥し、変質してしまう現象。
冷凍庫のフィンが取り込んだ空気中の水分を結露させたのち凍結することにより、庫内の空気が乾燥することが原因となる。また、冷凍庫の開けしめの際の温度変化も原因となり、食品内の水分が温度上昇にともなって昇華ないし蒸発し、食材の表面や冷凍庫内部の側面といった、より冷たいところで霜となることによって発生する。冷凍している食品の包装が不十分であるときに発生しやすいが、十分に密封している食品においてもこのメカニズムで乾燥は進み、包装内部に霜がつくこととなる。
食肉の場合、内部に形成された氷の結晶が昇華し、その部分が穴となることで食材と空気の接触がすすみ、脂肪が酸化することによって焦げたような外見となる。冷凍焼けした食材を食べても健康上の問題はないものの、風味は悪い。また、水を加えても冷凍焼けがもどることはない。冷蔵庫に食品をぎっしり詰め込んだり、ラップなどで断熱することにより、食品の温度変化を最小限にすることで、冷凍焼けをおさえることができる。